# Crespadoro
Crespadoro är en ort och kommun i provinsen Vicenza i regionen Veneto i Italien. Kommunen hade 1 316 invånare (2018).